# Valerio Guagnelli
Valerio Ubaldo Simon Guagnelli (Crépy-en-Valois, 20 maggio 1975) è un pallavolista sammarinese.
È stato il primo pallavolista sammarinese a giocare nella massima serie francese.

## Biografia
Nato e cresciuto in Francia, ha giocato nelle prime due divisioni transalpine con le casacche di Racing Club Paris, VBC Ermont e Rennes. In Italia ha giocato in A2 e B1 tra le file di Milani Rende, Eurosport Cosenza e Volley Arezzo, prima di stanziarsi in Romagna e frequentare i campionati regionali con le divise di Ravenna, Morciano e San Marino.
Con la divisa della nazionale di San Marino ha disputato due edizioni dei Campionati europei, una dei Giochi del Mediterraneo (Almeria 2005) e quattro dei Giochi dei piccoli stati d'Europa, vincendo altrettante medaglie (un oro, due argenti e un bronzo).
Nel 2016, a distanza di anni, è tornato ad allenarsi con la Nazionale in vista dei Giochi di San Marino 2017.